# Фільмографія Адріано Челентано

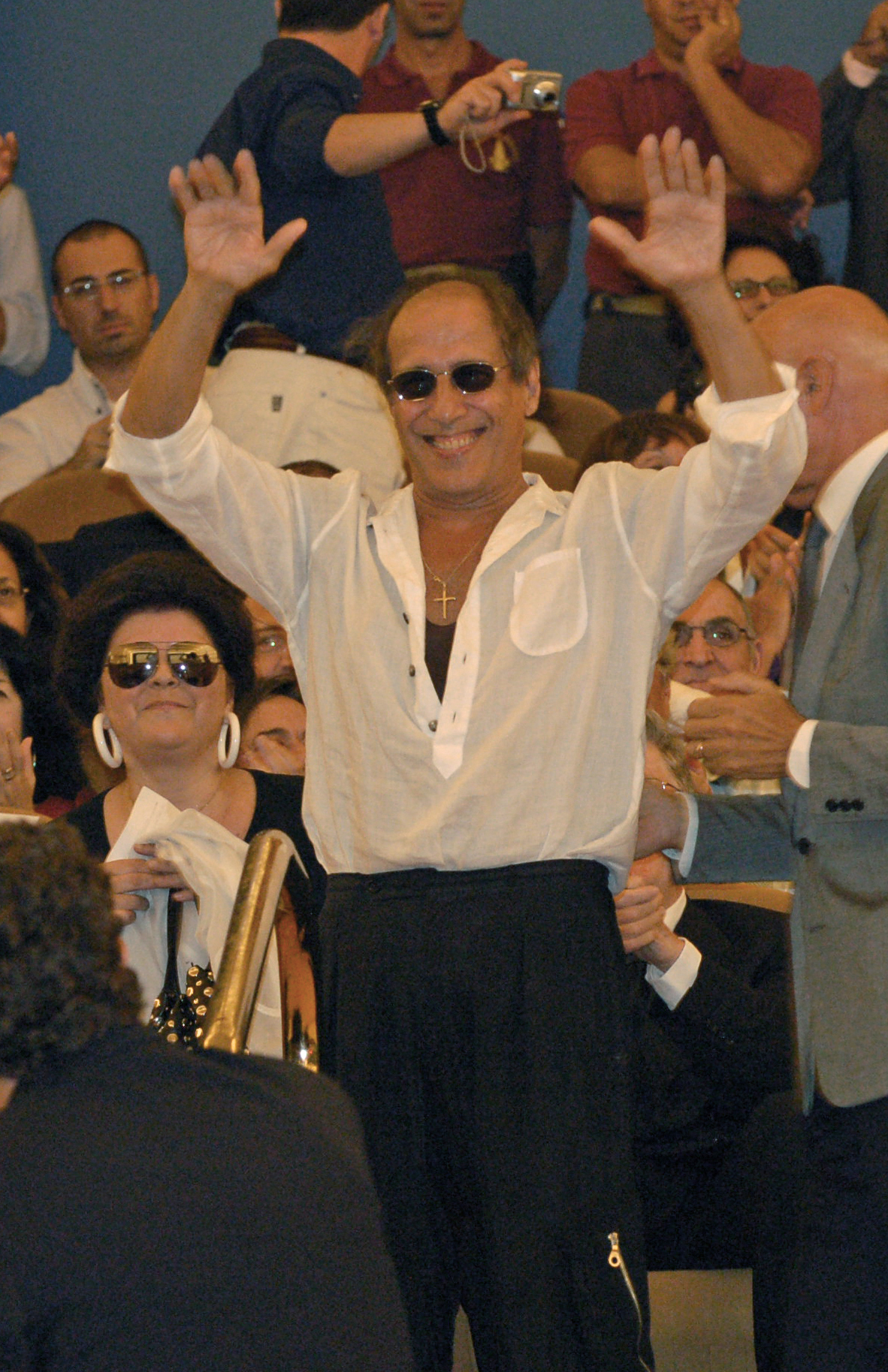
Адріано Челентано на 65-му Венеційському кінофестивалі, 2008 рік

Адріано Челентано знявся у понад сорока фільмах, його кінокар'єра тривала з 1958 по 1992 роки. Крім акторської гри, Челентано також виступав як режисер, монтажер, композитор і продюсер деяких фільмів. З 1959 року і до сьогодні Челентано бере участь в різних телепроєктах. На телебаченні артист з'являвся як запрошенний гість, так і ведучий програм.

## Кіно
Зберігаючи свій улюблений образ простого хлопця, Челентано разом з тим переграв у кіно безліч характерів: «зірку» естради, сільського телепня, хлопця з міської околиці, жінконенависника, дрібного шахрая, чарівного красеня, священника й інших. Таким же широким був і жанровий діапазон фільмів, у яких він знімався: мюзикл і комедія, мелодрама і пригодницький фільм. Його ролі поєднали в собі психологічний малюнок і виразність виконання, блискуче володіння маскою і трюкацтво. Тому так часто Челентано показували на екрані широким планом. На зйомках фільмів Челентано використовував дотепні ґеґи, які здебільшого, з його власних слів, він вигадував просто на знімальному майданчику: «Все робиться спонтанно. Але коли це повторюється часто і в різних варіаціях, — це вже професія. Багаж, який завжди з собою. Інстинкт — це моя поетика, мій метод». У більшості картин артист залишався вірним своїй ексцентричній натурі, намагався створити ілюзію абсолютної мимовільності всього, що відбувається на екрані. У своїх фільмах Челентано надавав перевагу часто вибирати собі в партнерки красивих акторок — чим привертав увагу чоловічої частини глядачів.
| - Морі - Колуцці - Лорен - Ремплінґ - Вітті - Джорджі - Караті - Муті - Фенек - Буке |

### Актор
| Рік  | Назва українською мовою                            | Назва мовою оригіналу                               | Роль                                             | Режисер                                                                                                   | Жанр                       | Касовий збір ((Італія) лір) |
| ---- | -------------------------------------------------- | --------------------------------------------------- | ------------------------------------------------ | --- | -------------------------- | --------------------------- |
| 1992 | Джекпот                                            | Jackpot                                             | Фуріо                                            | Маріо Орфіні                                                                                              | комедія фантастика пригоди | 105 млн.                    |
| 1986 | Буркотун                                           | Il burbero                                          | Тіто Торрізі                                     | Кастеллано і Піполо                                                                                       | комедія пригоди            | 5 млрд.                     |
| 1985 | Джоан Луй                                          | Joan Lui                                            | Джоан Луй                                        | Адріано Челентано                                                                                         | мюзикл фантастика драма    | 7 млрд.                     |
| 1984 | Він гірший за мене                                 | Lui è peggio di me                                  | Леонардо                                         | Енріко Ольдоїні                                                                                           | комедія                    | 10 млрд.                    |
| 1983 | Сінг-сінг                                          | Sing Sing                                           | Альфредо                                         | Серджо Корбуччі                                                                                           | комедія                    | 5 млрд.                     |
| 1983 | Особливі прикмети: Чарівний красень                | Segni particolari: bellissimo                       | Маттіа                                           | Кастеллано і Піполо                                                                                       | комедія                    | 14 млрд.                    |
| 1982 | Гранд-готель «Ексельсіор»                          | Grand Hotel Excelsior                               | Менеджер готеля Тадеус                           | Кастеллано і Піполо                                                                                       | комедія                    | 15 млрд.                    |
| 1982 | Бінго-Бонго                                        | Bingo Bongo                                         | Бінго-бонго                                      | Паскуале Феста Кампаніле                                                                                  | комедія                    | 14 млрд.                    |
| 1981 | Ас                                                 | Asso                                                | Ас                                               | Кастеллано і Піполо                                                                                       | комедія                    | 10 млрд.                    |
| 1981 | Шалено закоханий                                   | Innamorato pazzo                                    | Барнаба Чеккіні                                  | Кастеллано і Піполо                                                                                       | комедія                    | 21 млрд.                    |
| 1980 | Приборкання норовистого                            | Il bisbetico domato                                 | Еліа Кодоньйо                                    | Кастеллано і Піполо                                                                                       | комедія                    | 18 млрд.                    |
| 1980 | Ось рука                                           | Qua la mano                                         | Дон Фульгенціо                                   | Паскуале Феста Кампаніле                                                                                  | комедія                    | 4 млрд.                     |
| 1980 | Господарка готелю                                  | La locandiera                                       | Кавальєре ді Ріпафратта                          | Паоло Кавара                                                                                              | комедія                    | 2 млрд.                     |
| 1979 | Субота, неділя та п'ятниця                         | Sabato, domenica e venerdì                          | Константин                                       | Кастеллано і Піполо, Паскуале Феста Кампаніле, Серджо Мартіно                                             | комедія                    | 1 млрд. 110 млн.            |
| 1979 | Оксамитові ручки                                   | Mani di velluto                                     | Гвідо Квілер                                     | Кастеллано і Піполо                                                                                       | комедія кримінал           | 2 млрд. 463 млн.            |
| 1978 | Дядько Адольф на прізвисько Фюрер                  | Zio Adolfo in arte Führer                           | Герман/Густав                                    | Кастеллано і Піполо                                                                                       | комедія                    | 832 млн.                    |
| 1978 | Безумство Джеппо                                   | Geppo il folle                                      | Джеппо                                           | Адріано Челентано                                                                                         | комедія мюзикл             | 5 млрд.                     |
| 1977 | Інша половина неба                                 | L'altra metà del cielo                              | Вінченцо Феррарі                                 | Франко Россі                                                                                              | комедія                    | 1 млрд.                     |
| 1977 | Узяти, наприклад, нас                              | Ecco noi per esempio                                | Клік                                             | Серджо Корбуччі                                                                                           | комедія драма              | 2 млрд.                     |
| 1976 | Блеф                                               | Bluff — storia di truffe e di imbroglioni           | Фелікс                                           | Серджо Корбуччі                                                                                           | комедія кримінал           | 1 млрд. 300 млн.            |
| 1976 | Шляхетний венецієць                                | Culastrisce nobile veneziano                        | Sprint Boss                                      | Флавіо Могеріні                                                                                           | комедія                    | 442 млн.                    |
| 1975 | Під яким ти знаком?                                | Di che segno sei?                                   | Альфредо                                         | Серджо Корбуччі                                                                                           | комедія                    | 1 млрд. 655 млн.            |
| 1975 | Юппі-Ду                                            | Yuppi Du                                            | Феліче                                           | Адріано Челентано                                                                                         | мюзикл комедія             | 5 млрд.                     |
| 1973 | П'ять днів                                         | Le cinque giornate                                  | Кайнаццо                                         | Даріо Ардженто                                                                                            | комедія драма              | 455 млн.                    |
| 1973 | Ругантіно                                          | Rugantino                                           | Ругантіно                                        | Паскуале Феста Кампаніле                                                                                  | комедія драма              | 491 млн.                    |
| 1973 | Емігрант                                           | L'emigrante                                         | Пеппіно Кавальйо                                 | Паскуале Феста Кампаніле                                                                                  | комедія                    | 712 млн.                    |
| 1972 | Біле, червоне і…                                   | Bianco rosso e…                                     | Анібале Пецці                                    | Альберто Латтуада                                                                                         | драма                      | 678 млн.                    |
| 1971 | Історія кохання і кинджала                         | Er Più — storia d'amore e di coltello               | Ніно                                             | Серджо Корбуччі                                                                                           | драма комедія              | 521 млн.                    |
| 1968 | Серафіно                                           | Serafino                                            | Серафіно Фіорін                                  | П'єтро Джермі                                                                                             | комедія                    | 3 млрд. 22 млн.             |
| 1968 | Найкрасивіша пара у світі                          | La Più bella coppia del mondo                       | грає самого себе                                 | Камілло Мастрочінкве                                                                                      | мюзикл комедія             | ?                           |
| 1966 | Європа співає                                      | Europa canta                                        | співак                                           | Хосе Луїс Меріно                                                                                          | мюзикл комедія вестерн     | ?                           |
| 1965 | Суперпограбування в Мілані                         | Super rapina a Milano                               | Серджо                                           | Адріано Челентано                                                                                         | комедія кримінал           | ?                           |
| 1963 | Якийсь дивний тип                                  | Uno strano tipo                                     | камео                                            | Лучіо Фульчі                                                                                              | комедія мюзикл             | 87 млн.                     |
| 1962 | Сім смертних гріхів                                | Les sept péchés capitaux                            | грає самого себе (хроніка, в титрах не вказаний) | Філіп де Брока, Клод Шаброль, Жак Демі, Сільван Доме, Макс Дюї, Жан-Люк Годар, Едуар Молінаро, Роже Вадим | комедія                    | ?                           |
| 1962 | Чернець з Монци                                    | Il monaco di Monza                                  | фальшивий чернець                                | Серджо Корбуччі                                                                                           | комедія                    | ?                           |
| 1962 | Вчорашні пісні, сьогоднішні пісні, завтрашні пісні | Canzoni di ieri, canzoni di oggi, canzoni di domani | грає самого себе                                 | Доменіко Паолеллі                                                                                         | мюзикл                     | ?                           |
| 1961 | Затанцюймо твіст                                   | Balliamo insieme il twist (Hey, Let's Twist)        | співак                                           | Грег Гаррісон                                                                                             | мюзикл                     | ?                           |
| 1961 | Я цілую… ти цілуєш                                 | Io bacio… tu baci                                   | грає самого себе                                 | П'єро Вівареллі                                                                                           | мюзикл комедія             | 294 млн.                    |
| 1960 | Сан-Ремо, великий виклик                           | Sanremo — La grande sfida                           | грає самого себе                                 | П'єро Вівареллі                                                                                           | мюзикл                     | ?                           |
| 1960 | Солодке життя                                      | La Dolce Vita                                       | грає самого себе (в титрах не вказаний)          | Федеріко Фелліні                                                                                          | драма комедія              | 2 млрд. 271 млн.            |
| 1960 | Музичний автомат кричить про любов                 | Juke box urli d'amore                               | співак                                           | Мауро Морассі                                                                                             | комедія мюзикл             | 199 млн.                    |
| 1960 | Крикуни перед судом                                | Urlatori alla sbarra                                | Адріано (il molleggiato)                         | Мауро Морассі                                                                                             | комедія мюзикл драма       | ?                           |
| 1959 | Давай, Джонні, давай!                              | Dai Johnny dai! (Go, Johnny, Go!)                   | грає самого себе (в титрах не вказаний)          | Пол Ландрс                                                                                                | мюзикл                     | ?                           |
| 1959 | Хлопці і музичний автомат                          | Ragazzi del Juke-Box                                | Адріано                                          | Лучіо Фульчі                                                                                              | мюзикл комедія             | 425 млн.                    |
| 1958 | Не сваріть рок                                     | I frenetici (Don't Knock the Rock)                  | грає самого себе (в титрах не вказаний)          | Фред Сірс                                                                                                 | мюзикл                     | ?                           |

| - Суперпограбування в Мілані (1964) - Юппі-Ду (1975) - Безумство Джеппо (1978) - Джоан Луй (1985) - Юппі-Ду (1975) - Безумство Джеппо (1978) - Джоан Луй (1985) | - Юппі-Ду (1975) - Безумство Джеппо (1978) - Джоан Луй (1985) - Джекпот (1992) - Юппі-Ду (1975) - Безумство Джеппо (1978) - Джоан Луй (1985) |

## Мультсеріали

Челентано і Орнелла Муті, кадр з фільму «Приборкання норовистого» (1980)

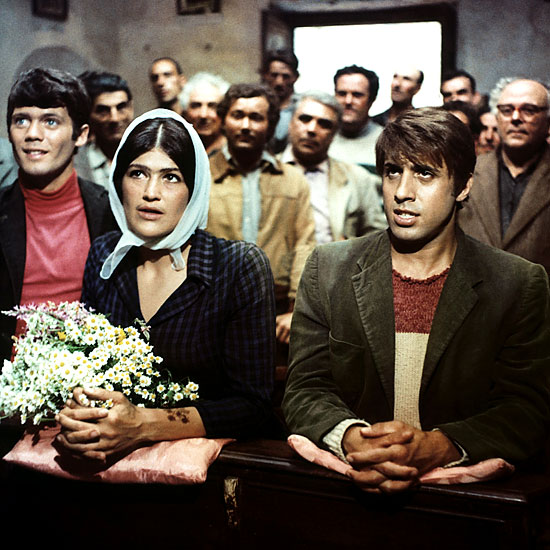
Весілля Азмари (Франческа Романа Колуцці) і Серафіно (Адріано Челентано), кадр з фільму «Серафіно» (1968)

Режисер
- Адріан (2019)

## Телебачення
| Рік                                                                  | Назва українською мовою                             | Назва мовою оригіналу                                 | Канал, країна                                  | Роль                 | Е  |
| -------------------------------------------------------------------- | --------------------------------------------------- | ----------------------------------------------------- | ---------------------------------------------- | -------------------- | -- |
| 1957                                                                 | Лотерея Італія                                      | Lotteria Italia                                       | Італія                                         | гість                | ?  |
| 1957                                                                 | Голоси і обличчя фортуни                            | Voci e volti della fortuna                            | Італія                                         | гість                | ?  |
| 4 квітня 1959                                                        | —                                                   | Il Musichiere                                         | Rete 1 Італія                                  | гість                | ?  |
| 1959                                                                 | Сузір'я                                             | Costellazione                                         | Італія                                         | гість                | ?  |
| 1961                                                                 | Фестиваль в Сан-Ремо                                | Festival di Sanremo 1961                              | Італія                                         | гість                | ?  |
| 1961                                                                 | Студія один                                         | Studio Uno                                            | Італія                                         | гість                | ?  |
| 1962                                                                 | Високий тиск                                        | Alta Pressione                                        | Італія                                         | гість                | ?  |
| 1962                                                                 | Канцоніссіма                                        | Canzonissima                                          | Італія                                         | гість                | ?  |
| 26 травня 1962                                                       | Синьор з 21                                         | Il Signore delle 21                                   | Італія                                         | гість                | ?  |
| 1964                                                                 | Студія один                                         | Studio Uno                                            | Італія                                         | гість                | ?  |
| 25 квітня 1964                                                       | Клан Адріано                                        | Adriano Clan                                          | Rai Uno Італія                                 | ведучий              | 1  |
| 1964                                                                 | Театр 10                                            | Teatro 10                                             | Rai Uno Італія                                 | гість                | ?  |
| 20 лютого 1965                                                       | Студія один                                         | Studio Uno                                            | Rete 1 Італія                                  | гість                | ?  |
| 2 жовтня 1965                                                        | Клан Адріано                                        | Adriano Clan                                          | Rai Uno Італія                                 | ведучий              | 1  |
| 1965                                                                 | Дзига                                               | La Trottola                                           | Італія                                         | гість                | ?  |
| 1966                                                                 | Фестиваль в Сан-Ремо                                | Festival di Sanremo 1966                              | Італія                                         | гість                | ?  |
| 1966                                                                 | Нехай це вас                                        | Diamoci del tu                                        | Італія                                         | гість                | ?  |
| 5 жовтня, 10 листопада 1967                                          | Суботній вечір                                      | Sabato sera                                           | Rete 1 Італія                                  | співведучий          | ?  |
| 1967                                                                 | І так далі, і так далі.                             | Eccetera, eccetera                                    | Італія                                         | гість                | ?  |
| 1967                                                                 | Панове грали                                        | Il signore ha suonato                                 | Італія                                         | гість                | ?  |
| 1967                                                                 | Сто десять і похвала                                | Centodieci e lode                                     | Італія                                         | гість                | ?  |
| 21 листопада 1967                                                    | Вчора і сьогодні                                    | Ieri E Oggi                                           | Secondo canale Італія                          | гість                | ?  |
| 1967                                                                 | Канцоніссіма                                        | Canzonissima                                          | Італія                                         | гість                | ?  |
| 1968                                                                 | Фестиваль в Сан-Ремо                                | Festival di Sanremo 1968                              | Італія                                         | гість                | ?  |
| 1968                                                                 | Вгору і вниз                                        | Su E Giu                                              | Італія                                         | гість                | ?  |
| 1968                                                                 | Тут потрібен чоловік                                | Qui Ci Vuole Un Uomo                                  | Італія                                         | гість                | ?  |
| 22 грудня 1968                                                       | Тієї неділі друзі                                   | Che domenica amici                                    | Італія                                         | гість                | ?  |
| 1969                                                                 | Сьогодні...                                         | Stasera…                                              | Rai Uno Італія                                 | ведучий              | ?  |
| 1970                                                                 | Фестиваль в Сан-Ремо                                | Festival di Sanremo 1970                              | Італія                                         | гість                | ?  |
| 1970                                                                 | Дві пари                                            | Doppia coppia                                         | Італія                                         | гість                | ?  |
| 1971                                                                 | Фестиваль в Сан-Ремо                                | Festival di Sanremo 1971                              | Італія                                         | гість                | ?  |
| 1971                                                                 | Театр 10                                            | Teatro 10                                             | Rai Uno Італія                                 | гість                | ?  |
| 6 травня 1972                                                        | Театр 10                                            | Teatro 10                                             | Rete 1 Італія                                  | гість                | ?  |
| 1972                                                                 | Це Челентано                                        | C'e Celentano                                         | Rai Uno Італія                                 | ведучий              | ?  |
| 1972                                                                 | Велика подія                                        | La gran ocasión                                       | Іспанія                                        | гість                | 1  |
| 1973                                                                 | —                                                   | Hai Visto Mai                                         | Італія                                         | гість                | ?  |
| 1974                                                                 | Формула два                                         | Formula due                                           | Італія                                         | гість                | ?  |
| 6 квітня 1974                                                        | —                                                   | Milleluci                                             | Rete 1 Італія                                  | —                    | ?  |
| 29 листопада 1974                                                    | Вчора і сьогодні                                    | Ieri E Oggi                                           | Secondo Canale Італія                          | гість                | ?  |
| 20 вересня 1975                                                      | Тепер музика                                        | Adesso musica                                         | Rete 1 Італія                                  | гість                | ?  |
| 16 жовтня 1975                                                       | Випадок удачі                                       | Un colpo di fortuna                                   | Rete 1 Італія                                  | гість                | ?  |
| 1975                                                                 | І це                                                | Punto e basta                                         | Італія                                         | гість                | ?  |
| 1976                                                                 | Вчора і сьогодні                                    | Ieri e oggi                                           | Італія                                         | гість                | ?  |
| 28 листопада 1976                                                    | Зустріч у неділю                                    | Les Rendez-vous du dimanche                           | Франція                                        | гість                | ?  |
| 1977                                                                 | А ось знаменитий                                    | Arriva il celebre                                     | Італія                                         | ведучий              | 1  |
| 1978                                                                 | Дискоринг                                           | Discoring                                             | Італія                                         | гість                | ?  |
| 1978                                                                 | Повернутися до Глюка                                | Ritorno a via Gluck                                   | Італія                                         | ?                    | ?  |
| 16 вересня 1979                                                      | Тріумфальний жах                                    | Paura di un Trionfo                                   | Італія                                         | ведучий              | 1  |
| 1979                                                                 | Весь синій чемодан                                  | Una valigia tutta blu                                 | Італія                                         | гість                | ?  |
| 28 січня 1979                                                        | Зустріч у неділю                                    | Les Rendez-vous du dimanche                           | Франція                                        | гість                | ?  |
| 21 березня 1980                                                      | Музика і гості                                      | Musik & Gäste                                         | Німеччина                                      | гість                | 1  |
| 1981                                                                 | Трохи артист, трохи ні                              | Un po' artista un po' no                              | Італія                                         | ведучий              | 1  |
| 30 січня 1982                                                        | Бліц                                                | Blitz                                                 | Rete 2 Італія                                  | гість                | 1  |
| 1982                                                                 | У неділю                                            | Domenica in                                           | Італія                                         | гість                | ?  |
| 1983                                                                 | Фантастіко 4                                        | Fantastico 4                                          | Rai Uno Італія                                 | гість                | ?  |
| 18 грудня 1983                                                       | У неділю                                            | Domenica in                                           | Rai Uno Італія                                 | гість                | 1  |
| 14 жовтня 1984                                                       | Фантастіко 5                                        | Fantastico 5                                          | Rai Uno Італія                                 | гість                | ?  |
| 27 листопада 1984                                                    | У неділю                                            | Domenica in                                           | Rai Uno Італія                                 | гість                | ?  |
| 1985                                                                 | Телевізійна історія                                 | TV story                                              | Італія                                         | ?                    | ?  |
| 6 січня 1986                                                         | Фантастіко 6                                        | Fantastico 6                                          | Rai Uno Італія                                 | гість                | ?  |
| 18 жовтня 1986                                                       | Фантастіко 7                                        | Fantastico 7                                          | Rai Uno Італія                                 | гість                | ?  |
| 1987                                                                 | Співає Адріано Челентано                            | Поёт Адриано Челентано                                | Центральне телебачення Держтелерадіо СРСР СРСР | ведучий              | 1  |
| з 3 жовтня по 26 грудня 1987, 6 січня 1988                           | Фантастіко 8                                        | Fantastico 8                                          | Rai Uno Італія                                 | ведучий              | 14 |
| 13 квітня 1988                                                       | Свідок                                              | Il testimone                                          | Rai 2 Італія                                   | гість                | ?  |
| 1988                                                                 | Пророк                                              | Il profeta                                            | Італія                                         | ?                    | ?  |
| 7 квітня 1989                                                        | Вечір пошани                                        | Serata d’onore                                        | Rai 2 Італія                                   | гість                | ?  |
| 5 листопада 1991                                                     | Нічний Рок                                          | Adriano Celentano a Notte Rock                        | Studio TV3 Італія                              | ведучий              | 1  |
| 12 і 19 грудня 1992                                                  | Девальвація                                         | Svalutation                                           | Rai 3 Італія                                   | ведучий              | 2  |
| 19 травня 1994                                                       | —                                                   | Il rosso e il nero                                    | Rai 3 Італія                                   | гість                | ?  |
| 26 листопада 1994                                                    | А чого суперечим?                                   | Scommettiamo che…?                                    | Rai Uno Італія                                 | гість                | ?  |
| 1994                                                                 | Адріано Челентано наживо                            | Adriano Celentano Live                                | Італія                                         | ведучий              | 1  |
| весна 1996                                                           | Номер один                                          | Numero Uno                                            | Rai Uno Італія                                 | гість                | ?  |
| 30 червня 1996                                                       | Супер                                               | Super                                                 | Canale 5 Італія                                | співведучий          | ?  |
| 1996                                                                 | Бум                                                 | Boom                                                  | Італія                                         | ?                    | 1  |
| 27 вересня 1997                                                      | Концерт для миру                                    | Concerto per la Pace                                  | Rai Uno Італія                                 | ?                    | 1  |
| 7, 14, 21 і 28 жовтня 1999                                           | Сказати по правді — мені начхати                    | Francamente me ne infischio                           | Rai Uno Італія                                 | ведучий              | 4  |
| 2000                                                                 | У неділю                                            | Domenica in                                           | Італія                                         | гість                | ?  |
| 9 грудня 2000                                                        | Каррамба! Який сюрприз                              | Carramba! Che sorpresa                                | Rai Uno Італія                                 | гість                | ?  |
| 2000                                                                 | —                                                   | TG2 Special                                           | Італія                                         | гість                | ?  |
| 2001                                                                 | 125 мільйонів х..ні                                 | 125 milioni di caz..te                                | Rai Uno Італія                                 | ведучий              | 4  |
| 29 вересня 2001                                                      | Я повернуся у суботу                                | Torno sabato                                          | Rai Uno Італія                                 | гість                | ?  |
| 19 грудня 2002                                                       | Один з нас                                          | Uno di noi                                            | Rai Uno Італія                                 | гість                | ?  |
| 2004                                                                 | У неділю                                            | Domenica in                                           | Італія                                         | гість                | ?  |
| 6 березня 2004                                                       | Фестиваль в Сан-Ремо                                | Festival di Sanremo                                   | Rai Uno Італія                                 | гість                | 1  |
| 20 і 27 жовтня, 3 і 10 листопада 2005                                | Рокполітик                                          | Rockpolitik                                           | Rai Uno Італія                                 | ведучий              | 4  |
| 2 грудня 2006                                                        | Що робить час                                       | Che tempo che fa                                      | Rai 3 Італія                                   | гість                | ?  |
| 26 листопада 2007                                                    | З моєю Сестрою не все гаразд                        | La situazione di mia sorella non e buona              | Rai Uno Італія                                 | ведучий              | 1  |
| 6 червня 2011                                                        | Нульовий рік                                        | Annozero                                              | Rai Due Італія                                 | гість                | ?  |
| 14 і 18 лютого 2012                                                  | Фестиваль в Сан-Ремо                                | Festival di Sanremo 2012                              | Rai Uno Італія                                 | гість                | 2  |
| 23 лютого 2012                                                       | Державна служба                                     | Servizio pubblico                                     | Cielo Італія                                   | гість                | ?  |
| 8 і 9 жовтня 2012                                                    | Рок-економія                                        | Rock Economy                                          | Canale 5 Італія                                | ведучий              | 2  |
| 6 червня 2014                                                        | Мені здалося, що бачиш крапку                       | Mi è sembrato di vedere un blob                       | Rai 3 Італія                                   | гість                | ?  |
| 8 березня 2015                                                       | —                                                   | Ballarò                                               | Rai 3 Італія                                   | гість                | ?  |
| 5 січня 2019                                                         | Це Челентано                                        | C'e Celentano                                         | Rai 2 Італія                                   | присвячена Челентано | 1  |
| 21, 22, 28 січня і 4 лютого; 7, 14, 21, 28 листопада і 5 грудня 2019 | «Чекаючи на Адріана» / «Адріан наживо — ця історія» | Aspettando Adrian Adrian Live — Questa è la storia... | Canale 5 Італія                                | ведучий              | 9  |

## Телесеріали

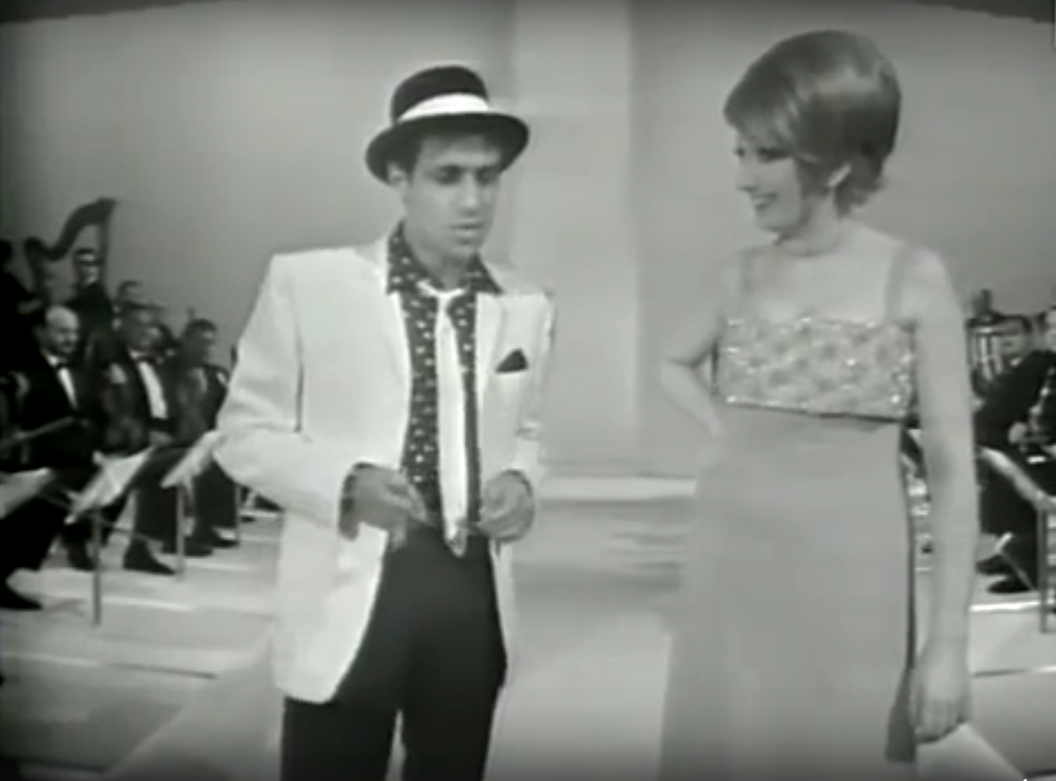
Челентано і Міна на телепередачі «Sabato sera» (1967)

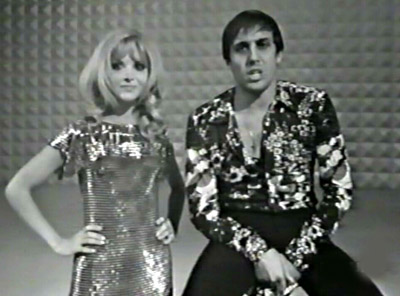
Кетті Лайн і Челентано на телепередачі «Stasera…» (1969)

Телесеріали, у кадрах яких з'являється Адріано Челентано
| Рік       | Назва українською мовою | Назва мовою оригіналу | Роль             | Режисер                                                                             | Країна                      |
| --------- | ----------------------- | --------------------- | ---------------- | ----------------------------------------------------------------------------------- | --------------------------- |
| 1972–1974 | Топ а...                | Top à...              | грає самого себе | Маріон Сарро, Андре Фледерік, Бернард Ліон, Франсуа Шатель, Жак Бріалі, Роже Бенаму | Франція                     |
| 1971–1982 | Диско                   | Disco                 | грає самого себе | Хорст Д'ютер, Евальд Буріке, Хорст Еппінгер, Дітер Вендріх                          | Німеччина                   |
| 1969–1973 | Загадай бажання         | Wünsch dir was        | грає самого себе | Петер Беле, Міхаель Пфлегар                                                         | Німеччина Австрія Швейцарія |
| 1967–...  | Гала дю Мідем           | Gala du Midem         | грає самого себе | Александр Тарта, Жорж Фолгоа, Рауль Сангла, Едвард Буріке                           | Франція                     |

## Документальні фільми
Документальні фільми, у кадрах яких з'являється Адріано Челентано
| Рік  | Назва українською мовою        | Назва мовою оригіналу               | Роль             | Режисер              | Країна |
| ---- | ------------------------------ | ----------------------------------- | ---------------- | -------------------- | ------ |
| 2010 | 1960                           | 1960                                | грає самого себе | Габріеле Сальваторес | Італія |
| 2009 | Ми, хто створили солодке життя | Noi che abbiamo fatto la dolce vita | грає самого себе | Джанфранко Мінгоцці  | Італія |
| 1964 | Дурний світ                    | I malamondo                         | грає самого себе | Паоло Кавара         | Італія |

## Авторські телепередачі
Перелік телепроєктів, автором та ведучим яких був Адріано Челентано
- Adriano Clan (1964—1965)
- C'e Celentano (1972)
- Un po' artista un po' no (1981)
- Fantastico 8 (1987-1988)
- Notte Rock (1991)
- Svalutation (1992)
- Francamente me ne infischio (1999)
- 125 milioni di caz..te (2001)
- Рок-політик (2005)
- La situazione di mia sorella non e buona (2007)
- Adrian Live — Questa è la storia... (2019)

## Кінематографічні і телевізійні нагороди

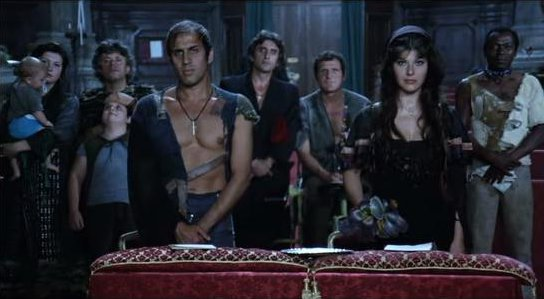
Кадр з фільму «Юппі-Ду», що зображує весілля Феліче (Челентано) і Аделаїди (Морі) (1975)

Кіно
| Рік  | Конкурс                 | Номінація                                   | Фільм              | Результат |
| ---- | ----------------------- | ------------------------------------------- | ------------------ | --------- |
| 1969 | «Золотий глобус»        | Найкращий акторський дебют у чоловічій ролі | «Серафіно»         | Перемога  |
| 1975 | Каннський кінофестиваль | Золота пальмова гілка                       | «Юппі-Ду»          | Номінація |
| 1976 | «Срібна стрічка»        | Найкращий саундтрек                         | «Юппі-Ду»          | Перемога  |
| 1976 | «Давид ді Донателло»    | Найкраща чоловіча роль                      | «Блеф»             | Перемога  |
| 1980 | «Давид ді Донателло»    | Найкраща чоловіча роль                      | «Оксамитові ручки» | Перемога  |
| 1982 | «Bravo Otto»            | Найкраща чоловіча роль                      | —                  | 2-е місце |

Телепроєкти
| Рік  | Конкурс          | Номінація                | Програма                    | Результат             |
| ---- | ---------------- | ------------------------ | --------------------------- | --------------------- |
| 2000 | «Золота троянда» | Найкраще Live Event Show | Francamente me ne infischio | Приз «Срібна троянда» |
| 2005 | Премія «Ideona»  | Найкраще Live Event Show | «Рок-політик»               | Перемога              |

## Використання ім'я Челентано в інших стрічках
Завдяки великій популярності Челентано в Радянському Союзі, яка зробила істотний вплив на радянську культуру, в результаті цього у ній виникали деякі алюзії на творчість артиста. Челентано згадується в популярному радянському мультфільмі «Повернення блудного папуги» («Вибач, старий, до мене тут Челентано зайшов»); крім того, молода людина, у якого оселився папуга, наспівує пісню «Soli» з однойменного альбому Челентано. В одному з епізодів фільму «Зимовий вечір у Гаграх» (1985) герой Олександра Панкратова-Чорного, щоб потрапити в квартиру співачки Мельникової, видає себе за Челентано. Також персонаж, зіграний Панкратовим-Чорним, на ім'я «Гена» з фільму «Де міститься нофелет?» (1987) наспівував та замовляв п'ять разів у ресторані пісню Челентано «Susanna». У кінофільмі «Карнавал» (1981) звучить фрагмент композиції «Il tempo se ne va». У сюжеті дитячого кіножурналу «Єралаш» «Сорок чортів і одна зелена муха» за участю Геннадія Хазанова в момент проходження директора і нового вчителя по коридору звучить пісня «Uh… uh…» з фільму «Бінго-Бонго». У художньому фільмі «Кінець операції „Резидент“» (1986) італієць П'єтро Матінеллі (роль виконує Андрій Харитонов) запевняє свою нову знайому Ольгу (Ірина Розанова), що Челентано є його сусідом.
У 2012 році образ Челентано втілений актором Мікеле Ді Джакомо в російсько-українсько-польському серіалі «Анна Герман. Таємниця білого янгола». А у фільмі П'єтро Джермі «Розлучення по-італійськи» (1961) Челентано з'являється на екрані телевізора, у якому показують епізод з фільму Федеріко Фелліні «Солодке життя».